# Elezioni regionali in Basilicata del 1975
Le elezioni regionali in Basilicata del 1975 si tennero il 15-16 giugno.

## Risultati elettorali
| Liste                                                  | Voti    | %     | Seggi |
| ------------------------------------------------------ | ------- | ----- | ----- |
| Democrazia Cristiana (DC)                              | 144.420 | 41,85 | 13    |
| Partito Comunista Italiano (PCI)                       | 93.659  | 27,14 | 9     |
| Partito Socialista Italiano (PSI)                      | 45.665  | 13,23 | 4     |
| Partito Socialista Democratico Italiano (PSDI)         | 23.732  | 6,88  | 2     |
| Movimento Sociale Italiano - Destra Nazionale (MSI-DN) | 22.132  | 6,41  | 2     |
| Partito Liberale Italiano (PLI)                        | 7.087   | 2,05  | -     |
| Partito Repubblicano Italiano (PRI)                    | 5.506   | 1,60  | -     |
| Unità Popolare (UP)                                    | 2.927   | 0,85  | -     |
| Totale                                                 | 345.128 |       | 30    |

| Riepilogo dei seggi | Riepilogo dei seggi | Riepilogo dei seggi | Riepilogo dei seggi | Riepilogo dei seggi | Riepilogo dei seggi | Riepilogo dei seggi |
| ------------------- | ------------------- | ------------------- | ------------------- | ------------------- | ------------------- | ------------------- |
|                     |                     |                     |                     |                     |                     |                     |
| PCI                 | 9                   | ▲ 2                 |                     | PSI                 | 4                   | ━                   |
| PSDI                | 2                   | ━                   |                     | DC                  | 13                  | ▼ 1                 |
| MSI-DN              | 2                   | ▲ 1                 |                     | PSIUP               | 0                   | ▼ 1                 |
| PLI                 | 0                   | ▼ 1                 |                     |                     |                     |                     |